# Eucladoceros
Eucladoceros (altgriechisch Εὐκλαδοκέρας (-ος) eukladokeras (-os) = gutverzweigtes Geweih, gebildet aus εὖ eu = gut (Adv.); κλάδος klados = Ast und κέρας keras, Gen. κέρατος keratos = Horn) ist eine ausgestorbene Hirsch-Gattung des Pliozäns und Pleistozäns. Besonders auffällig war das stark verzweigte, äußerst komplexe Geweih dieser Gattung.

## Verbreitung
Eucladoceros erschien während der ersten Vereisungsphasen im späten Pliozän erstmals in Europa, wo er bis ins frühe Pleistozän überlebte und offenbar vom Riesenhirsch (Megaloceros) ersetzt wurde.
Der imposante Hirsch kam in Europa und Zentralasien von Portugal bis ins Amurgebiet, Westchina und Chabarowsk an den Pazifik vor.
Erste Funde des Eucladoceros ctenoides und des Eucladoceros dicranios von 1841 in Ceyssaguet (nahe Lavoûte-sur-Loire nördlich von Le Puy-en-Velay) gehen auf den italienischen Forscher Filippo Nesti (1780–1849) aus Florenz zurück, einem Wissenschaftskollegen von Georges Cuvier, eine weitere liegt im Issoiretal westlich von Clermont-Ferrand.

## Aussehen
Seine Kopf-Rumpf-Länge betrug 2,50 m, die Schulterhöhe 1,80 m, die Geweihspanne 1,70 m. Damit war er etwas kleiner als Megaloceros giganteus und der heutige Elch. Eucladoceros dicranios hatte, wie sein Name schon andeutet, eine besondere Geweihform. Durchschnittlich zwölf leicht gebogenen lange Enden zierten jede Geweihstange, die einem verzweigten Ast sehr ähnlich sah.
Die Art Eucladoceros ctenoides, früher nach dem Fundort Tegelen in der niederländischen Provinz Limburg Eucladoceros teguliensis genannt, hatte dagegen zwei große nach oben gerichtete und nach innen gebogene Hauptenden, die von der „Haupt-Geweihstange“, die das dritte Hauptende bildete, abgingen, die wiederum ein zusätzliches Seitenende trugen. Mit den kleinen Seitenenden kamen auch zwölf Enden zusammen. Ähnlich ist die Spezies Eucladoceros senezensis, benannt nach dem Fundort Senèze, einem Weiler nahe Brioude (Département Haute-Loire, Frankreich).
Bisher sind folgende Arten bekannt:
- Eucladoceros boulei (Teilhard de Chardin & Piveteau, 1930) – Nihowan (China) nicht absolut gesichert
- Eucladoceros ctenoides (Nesti, 1841), Syn.: Eucladoceros teguliensis (Dubois, 1904) – Tegelen (Zeeland)
- Eucladoceros dichotomus (Teilhard de Chardin & Piveteau, 1930) Nihowan (China) – nicht absolut gesichert
- Eucladoceros dicranios (Nesti, 1841) – Ceyssaguet (Haute-Loire, Frankreich)
- Eucladoceros senezensis Depéret, 1910 – Senèze (Haute-Loire)
- Eucladoceros tetraceros (Dawkins, 1878) – Sárbogárd (Ungarn)